# Xicoténcatl Dos
Xicoténcatl Dos är en ort i Mexiko.   Den ligger i kommunen Tijuana och delstaten Baja California, i den nordvästra delen av landet, 2 300 km nordväst om huvudstaden Mexico City. Xicoténcatl Dos ligger 245 meter över havet och antalet invånare är 490.
Terrängen runt Xicoténcatl Dos är kuperad åt nordost, men åt sydväst är den platt. Havet är nära Xicoténcatl Dos åt sydväst. Runt Xicoténcatl Dos är det tätbefolkat, med 913 invånare per kvadratkilometer. Närmaste större samhälle är Tijuana, 7,5 km nordost om Xicoténcatl Dos. Omgivningarna runt Xicoténcatl Dos är i huvudsak ett öppet busklandskap.